# Sitophilus zeamais
El gorgojo del maíz (Sitophilus zeamais) es un insecto del orden Coleoptera, familia Curculionidae. Es una importante plaga en el cultivo y almacenamiento del maíz y otros granos.
Mide alrededor de 4 mm. Se desconoce su lugar de origen. Está muy difundido por el mundo. Muy similar a  S. oryzae. 